# Stato Libero dell'Orange
Lo  Stato Libero dell'Orange (afrikaans: Oranje Vrystaat, inglese: Orange Free State) fu il precursore storico dell'odierna provincia dello Stato Libero (Free State) della Repubblica Sudafricana.

## Storia
Il territorio della provincia attuale, esteso tra i fiumi Orange e Vaal, divenne sede di un libero Stato, fondato dai boeri dopo il Great Trek nel 1836 e annesso dai britannici nel 1848. Il 17 febbraio 1854 sotto la presidenza di Josias Hoffman, fu riconosciuta dal Regno Unito l'indipendenza dello Stato Libero dell'Orange, che divenne ufficialmente indipendente il 23 febbraio 1854, con la firma della Convenzione di Bloemfontein.
Sebbene, come repubblica, lo Stato Libero dell'Orange avesse ottenuto buoni successi dal punto di vista economico e politico, esso andò incontro ad un lungo conflitto con i britannici, finché questi ultimi riuscirono a conquistarlo il 27 febbraio 1900 nella seconda guerra anglo-boera con la resa del gen. Cronje a Paardeberg, creando il 4 gennaio 1901 la Colonia del Fiume Orange, che si unì poi all'Unione Sudafricana nel 1910.
Il termine "orange" ("arancione") potrebbe essere un riferimento alle origini protestanti e olandesi di alcuni colonizzatori boeri, ma più probabilmente lo Stato prese il nome dal fiume Orange, allo stesso modo in cui il Transvaal lo ricevette dal fiume Vaal.

## Divisione amministrativa
La repubblica boera era suddivisa amministrativamente in distretti che andarono ad aggiungersi con l'annessione successiva di alcuni altri staterelli limitrofi.
Elenco dei distretti:
- Bloemfontein istituito nel 1846 e sede della capitale di stato
- Boshof
- Hoopstad
- Herbert
- Winburg annesso con l'omonima repubblica nel 1860
- Bloemhof
- Philippopolis annesso con l'omonima repubblica nel 1861
- Wefener
- Rouxville
- Moroka

## Bandiera
La bandiera nazionale dello Stato Libero dell'Orange, adottata nel 1856, presentava strisce orizzontali in alternanza arancioni e bianche (in numero, rispettivamente, di tre e quattro, con le strisce bianche esterne), con una versione della bandiera olandese (usata nel 1795 a Graaff Reinett e Swellendam) inserita nel quadrante superiore sinistro.
La bandiera del Sudafrica usata dal 1927 al 1994 presentava al centro una linea orizzontale bianca, nella quale era collocata la bandiera del Libero Stato d'Orange in posizione verticale.

## Francobolli
La repubblica cominciò a stampare francobolli nel 1868, continuando tale attività sino al 1897. Tutti i francobolli presentavano un albero di arancio (il cui colore cambiava a seconda del valore), con a margine l'iscrizione "Oranje Vrij Staat". I francobolli erano stampati dalla De La Rue and Company e il loro valore nominale andava da uno a cinque scellini.
Alcuni periodi di scarsità imposero l'uso di sovrastampe nel 1877, 1881, 1882, 1888, 1890, 1892, 1896 e 1897. I francobolli di questa repubblica sono oggi generalmente comuni, ma alcune delle sovrastampe rappresentano delle rarità e vengono valutate intorno ai 200 dollari. Sono conosciuti anche diversi tipi di errori di queste sovrastampe (stampa inversa, stampa doppia, ecc.) ed alcuni di questi hanno oggi valore filatelico abbastanza elevato.